# Eusebio di Roma (presbitero)
Eusebio di Roma (Roma, 319 circa – Roma, 14 agosto 353) è stato un presbitero romano, martire per aver sostenuto la fede cristiana; venerato come santo dalla Chiesa cattolica, è oggetto di un culto antichissimo.

## Agiografia
Eusebio nacque a Roma attorno al 319 e, secondo una tradizione, fu patrizio romano e presbitero. Secondo il Martirologio di Usuardo fu perseguitato dall'imperatore Costanzo II, cristiano di confessione ariana, che fece imprigionare Eusebio per aver rimproverato papa Liberio di essere imparziale nei confronti dell'imperatore eretico. Rimase 7 mesi in prigione e vi morì il 14 agosto 353. Fu sepolto nel cimitero di Callisto da alcuni sacerdoti che posero una lapide che dice: Eusebio Homini Dei.
Il Romanzo di Giuliano, un'agiografia romanzata che include la narrazione della vita di Eusebio, lo vuole vescovo di Roma attorno al 361, in ottimi rapporti con il pio imperatore Costanzo II, poi in contrasto con l'imperatore pagano Giuliano.